# Neocabreria malachophylla
Neocabreria malachophylla là một loài thực vật có hoa trong họ Cúc. Loài này được (Klatt) R.M. King & H. Rob. mô tả khoa học đầu tiên năm 1972.